# Energiebörse
Energiebörsen (englisch energy exchange) sind im Energiehandel Börsen, deren Handelsobjekte überwiegend oder ausschließlich aus Energieprodukten bestehen.

## Allgemeines
Als Energieprodukte kommen insbesondere Erdgas, Erdöl, Kohle, Strom und Trinkwasser als Teilmärkte in Frage. Energiebörsen gehören zu den Warenbörsen, weil Energieprodukte einen Teil der Commodities darstellen und wie Handelswaren angesehen werden. Sie sind standardisiert und in Maßeinheiten (Basisgröße sind beispielsweise 25 Megawatt für Strom) handelbar.
Stark schwankende Energiepreise, die oft auf Energiekrisen wie die Ölkrise zurückzuführen waren, sowie temporär fehlende Energiesicherheit sind die Ursachen für das Bedürfnis der Marktteilnehmer auf dem Energiemarkt, Kauf-, Verkaufs- und Sicherungsgeschäfte abzuschließen. Kassa- und Warentermingeschäfte können dabei an einer Energiebörse gehandelt oder auch direkt zwischen den Marktteilnehmern als sogenanntes OTC-Geschäft abgeschlossen werden.

## Arten und Geschäfte
Es überwiegen die reinen Strombörsen; übernehmen sie jedoch weitere Handelsobjekte, werden sie zu Energiebörsen. So haben einige Strombörsen auch den Gashandel übernommen wie die Amsterdamer Power Exchange (APX) oder die European Energy Exchange (EEX), beide sind nunmehr Energiebörsen. Im börslichen Handel mit Erdgas ist die EEX die teilnehmerstärkste Börse in Kontinentaleuropa, der größte Teil des Strom- und Gashandels findet jedoch außerbörslich statt.
Transaktionen mit den Handelsobjekten finden in Form der Kassageschäfte (Börsensegment Spotmarkt), Termingeschäfte (als englisch future über die Energiebörse, als englisch forward außerbörslich) oder der Energiederivate statt. So gibt es Strom-Futures und Strom-Optionen, Handel mit CO2-Zertifikaten und Erdgashandel.

## Geschichte
Die erste Strombörse entstand im Mai 1992 in Skandinavien mit der Nord Pool. Sie besaß als Börsensegmente einen Spotmarkt, auf dem physisch durch Stromlieferung zu erfüllen war, und einen seit 1996 größeren Terminmarkt, auf dem physisch oder durch Geldzahlung erfüllt werden konnte. In den USA begann im Januar 1998 die California Power Exchange (CalPX) als reiner Spotmarkt, im Mai 2000 startete die Intercontinental Exchange (ICE), die mit Elektrizität, Energie- und Agrarrohstoffen sowie Emissionen handelt.
Wichtige Voraussetzung für die Gründung von Energiebörsen in den EU-Mitgliedstaaten war die Liberalisierung des Strommarktes durch die Richtlinie 96/92/EG vom 19. Dezember 1996 betreffend gemeinsame Vorschriften für den Elektrizitätsbinnenmarkt, die eine Trennung von Stromerzeugungs- und Stromverteilung vorsah. Auf dieser Grundlage entstand im Mai 1999 die Amsterdam Power Exchange (APX). In Deutschland eröffnete im Juni 2000 die Leipziger Power Exchange (LPX) als erste deutsche Strombörse, gefolgt im Juli 2000 von der European Energy Exchange in Frankfurt am Main. Beide nahmen zunächst lediglich den Spothandel auf, erst im März 2001 begann der Terminhandel. Als im Januar 2002 beide Börsen zur heutigen European Energy Exchange (EEX) fusionierten, entstand die erste deutsche Energiebörse.
Inzwischen gründete sich in Frankreich im Juli 2001 die Powernext, welche neben Spotgeschäften auch Terminkontrakte und CO2-Zertifikate handelte. Die im September 2008 in Paris gegründete EPEX SPOT übernahm im Januar 2009 den Strom-Spotmarkt der EEX und der Powernext, bis sie im September 2009 mit der EEX fusionierte. Inzwischen stiegen 2006 die Chicago Board of Trade (CBoT) und die New York Mercantile Exchange (NYMEX) ebenfalls in den Stromhandel ein, sie fusionierten im Juli 2007. Die APX fusionierte im Oktober 2015 mit der EPEX SPOT.

## Rechtsfragen
Warenbörsen im Sinne des § 2 Abs. 3 BörsG sind Börsen, an denen Waren im Sinne des § 2 Abs. 5 WpHG und Warentermingeschäfte gehandelt werden. Zu den Waren des § 2 Abs. 5 WpHG gehören auch „Energien wie Strom“. Damit gehören Energiebörsen zu den Börsen des § 2 Abs. 1 BörsG, die als teilrechtsfähige Anstalten des öffentlichen Rechts organisiert sind, welche multilaterale Systeme regeln und überwachen und die Interessen einer Vielzahl von Personen am Kauf und Verkauf von dort zum Handel zugelassenen Wirtschaftsgütern und Rechten innerhalb des Systems nach nicht-diskretionären Bestimmungen in einer Weise zusammenbringen oder das Zusammenbringen fördern, die zu einem Vertrag über den Kauf dieser Handelsobjekte führt. Die Börsen müssen nach § 16 BörsG eine Börsenordnung erlassen, die Kursfeststellung muss den Grundsätzen des § 24 BörsG entsprechen.
Die Börsenordnung der EEX (BörsO EEX) vom 6. Juli 2020 sieht vor, dass sie als Spot- und Warenterminbörse mit Strom, Erdgas, Emissionsrechten, Biomasse, Frachtraten, Eisenerzen und Agrarprodukten handeln darf (§ 1 BörsO EEX), als Organe fungieren Börsenrat, Börsengeschäftsführung, Handelsüberwachungsstelle und Sanktionsausschuss (§ 4 BörsO EEX). Börsenhandel ist nach § 14 BörsO EEX der Abschluss von Spot- und Terminmarktgeschäften (Börsengeschäften) in den Handelssystemen der EEX entweder durch Orderbuchhandel oder durch Registrierung von Geschäften. Börsenteilnehmer und Börsenhändler bedürfen der Zulassung (§ 16 BörsO EEX). Die Zulassung erfordert die Erfüllung vieler Voraussetzungen, wie etwa die Teilnahme am Clearing bei der European Commodity Clearing (§ 18 BörsO EEX). Market-Maker werden zugelassen (§ 31 BörsO EEX) ebenso wie Liqudity-Provider (§ 34 BörsO EEX). Die EEX ist eine Computerbörse (§ 43 BörsO EEX), sie veröffentlicht die Geld-/Briefspanne sowie die Markttiefe des Orderbuchs (Vorhandelstransparenz), die Einzelheiten von Geschäften (Nachhandelstransparenz) sowie die täglichen Abrechnungspreise und die Schlussabrechnungspreise (§ 64 BörsO EEX).

## International
In Österreich handelt seit März 2002 die Energy Exchange Austria (EXAA) als Energiebörse, in der Schweiz wird lediglich die internationale Strombörse EPEX SPOT genutzt.